# Blindern
Blindern est une zone située dans le quartier Nordre Aker à Oslo. Essentiellement résidentielle, la zone  abrite également les locaux principaux de l'Université d'Oslo dont son siège administratif.
L'institut météorologique de Norvège y possède son siège social et une station météorologique. Les annonces de temps et de températures données à Oslo reflètent, en réalité, les conditions locales telles que relevées à Blindern.
Blindern est aussi le nom que porte une station de métro desservie par la ligne Sognsvannsban, qui, outre la station Forskningspark sur cette même rame et la ligne de tramway entre le centre-ville et l'Hôpital national, permet de rallier facilement ce quartier et son université en transports en commun.

## Étymologie
Le campus tire son nom de celui d'une ancienne ferme, Blindern, une des nombreuses de la localité d'Aker.
Le nom provient du norrois Blindarvin. La partie Blindar laisse supposer la forme génitive du nom d'ancien cours d'eau ; Blindernbekken (ruisseau de l'aveugle). Le suffixe en -vin indique une zone agraire, souvent considérée comme ayant été défrichée à l'âge du fer.
Le terme  Blindern (l'aveugle) provient du fait que par endroit, le lit du ruisseau s'enfonçait profondément dans le sol jusqu'à disparaître complètement de la vue.

## Historique

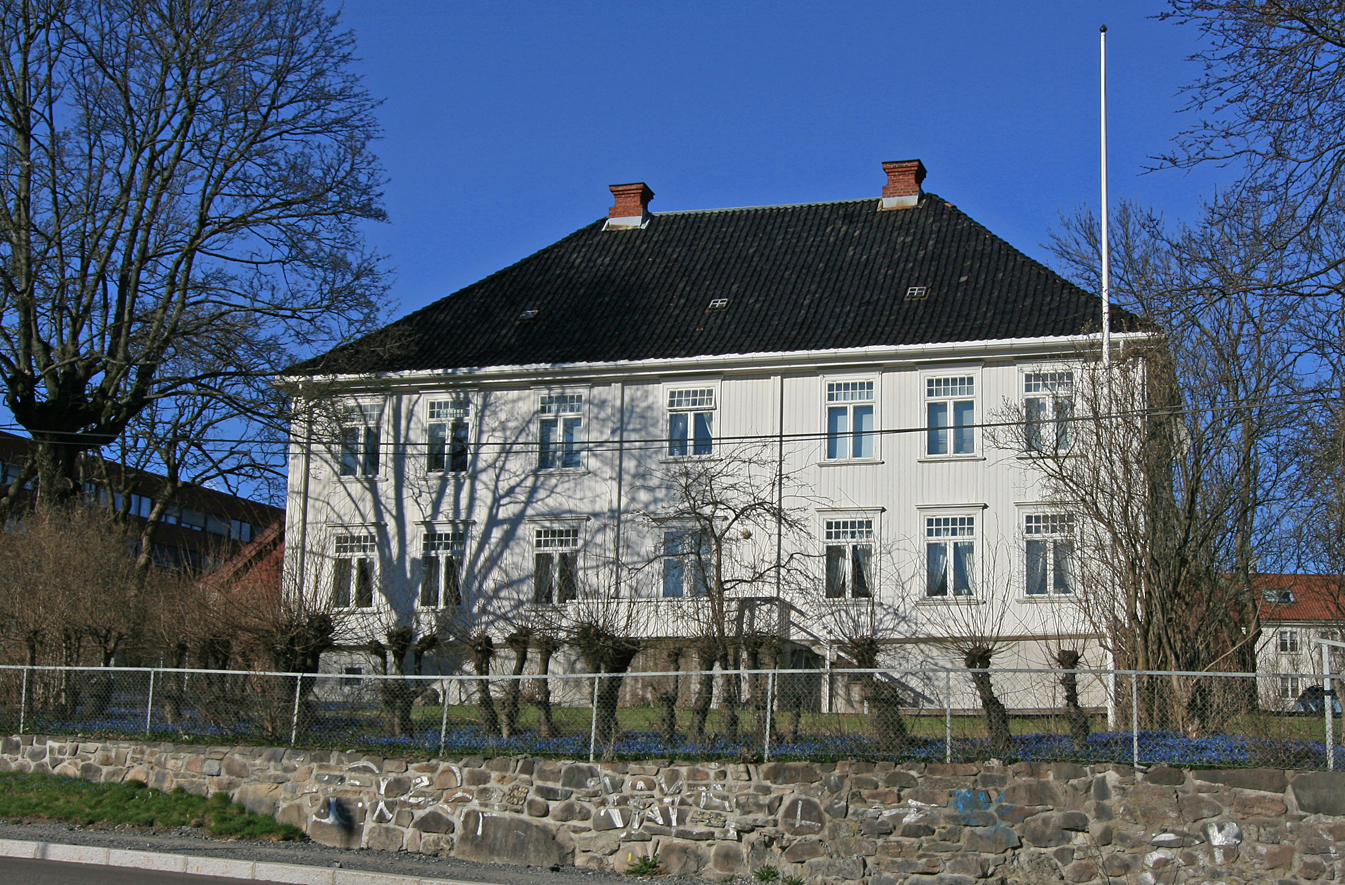
Le corps de ferme du domaine agricole de Nedre Blindern cis au 19 route Blindern date des années 1790. Transformé en presbytère pour le quartier Vestre Aker à partir de 1856. La bâtisse est classée au patrimoine historique.

Blindern était le nom d'une ancienne exploitation agricole. Aux XVIIIe et XIXe siècles, les propriétaires faisaient partie des premiers à employer des méthodes d'agriculture modernes, qui leur permettaient de vendre du lait réfrigéré sus les marchés des villes.
Halvor Blinderen (1733–1804) était de ces premiers fermiers à cultiver de la pomme de terre en Norvège, selon des méthodes venues d'Angleterre.
Dans les années 1850, Une partie des dépendances de la ferme tient lieu de presbytère pour la paroisse de Vestre Aker.Parmi ces paroissiens se trouvait le poète et folkloriste Jørgen Moe, inhummé dans le cimetière de l'église (Vestre Aker kirkegård).
Si la construction d'un campus universitaire sur le site de Blindern a été décidée dès 1921, il a fallu attendre 1931 pour que les nouveaux bâtiments soient prêts à accueillir leurs premiers occupants. Il a encore fallu attendre 1960 pour que Blindern nord,(la zone du campus la plus associée à l'Université) soit réputé terminée. L'Université d'Oslo (UiO) compte aujourd'hui près de 32 000 étudiants.

## Organisation du campus
La majeure partie des départements de l'Université d'Oslo se regroupent à Blindern ; parmi les campus plus petits on peut noter Sentrum (droit), Gaustad (médecine), St. Hanshaugen (odontologie) et Tøyen (botanique, zoologie, géologie et paléontologie).
Le bâtiment central accueille la nouvelle bibliothèque universitaire, Georg Sverdrup. Parmi les autres bâtiment notables : Eilert Sundt, bâtiment des sciences sociales ; les locaux des sciences humaines portent les noms de Sophus Bugge, Henrik Wergeland, Niels Treschow et P. A. Munch; Frederikke, le bâtiment de la vie étudiante ; et Niels Henrik Abel, pour les mathématiques, le bâtiment de biologie porte le nom de Kristine Bonnevie, la première femme enseignante de l'Université d'Oslo.